# Vĩnh Huệ
Vĩnh Huệ (tiếng Trung: 永㥣; 5 tháng 2 năm 1729 - 28 tháng 3 năm 1790), tự Tung Sơn (嵩山), Loan Sơn (鸾山), hiệu Duyên Phân cư sĩ (延芬居士), thất danh Thần Thanh thất (神清室) là một hoàng thân của nhà Thanh trong lịch sử Trung Quốc, người thừa kế 1 trong 12 tước vị Thiết mạo tử vương.

## Cuộc đời
Vĩnh Huệ sinh vào giờ Mùi, ngày 8 tháng giêng (âm lịch) năm Ung Chính thứ 7 (1729), trong gia tộc Ái Tân Giác La. Ông là con trai thứ ba của Khang Tu Thân vương Sùng An, mẹ ông là Trắc Phúc tấn Y Nhĩ Căn Giác La thị.
Năm Càn Long thứ 14 (1749), tháng 12, ông được phong tước Nhị đẳng Trấn quốc Tướng quân (二等鎭國將軍). Ông là một người giỏi về thi từ và thư pháp. Ông tôn sùng văn thơ nhà Đường và thư pháp của Triệu Mạnh Phủ. Năm thứ 55 (1790), ngày 13 tháng 2 (âm lịch), giờ Thìn, ông qua đời, thọ 62 tuổi.
Năm Gia Khánh thứ 21 (1817), tháng 6, do con trai ông là Lân Chỉ được thừa kế đại tông, nên ông được truy phong làm Lễ Thân vương (禮親王).

## Gia quyến

### Thê thiếp

#### Đích Phúc tấn
- Nguyên phối: Nạp Lan thị (納喇氏), con gái của Nạp Lan Vĩnh Phúc, em gái của Thư phi, về sau do Nạp Lan Vĩnh Thụy nuôi dưỡng. Năm Ung Chính thứ 8 (1730), Ung Chính Đế hạ dụ chỉ để tất cả các con của Vĩnh Phúc quá kế làm con của Vĩnh Thụy.[7] Cả Vĩnh Phúc và Vĩnh Thụy đều là cháu nội của Nạp Lan Minh Châu.
- Kế thất: Hoàn Nhan thị (完顏氏), con gái của Na Hưng A (那興阿).

#### Thứ thiếp
- Lưu thị (劉氏), con gái của Lưu Nghĩa (劉義).
- Toàn thị (全氏), con gái của Toàn Bát Nhĩ (全八爾).
- Trình thị (程氏), con gái của Trình Ngọc Kiệt (程玉傑).

### Con trai
1. Lân Chỉ (麟趾; 1756 – 1821), mẹ là Thứ thiếp Lưu thị. Năm 1817 được thế tập tước vị Lễ Thân vương. Sau khi qua đời được truy thụy Lễ An Thân vương (禮安親王). Có một con trai.
2. Mậu Tuân (茂恂; 1759 – 1793), mẹ là Thứ thiếp Trình thị. Có hai con trai.
3. Mậu Tích (茂績; 1760 – 1770), mẹ là Thứ thiếp Lưu thị. Chết yểu.
4. Mậu Chính (茂政; 1760 – 1780), mẹ là Thứ thiếp Trình thị. Vô tự.